# کارنتس (گروه موسیقی)
کارنتس (انگلیسی: Currents) یک گروه موسیقی متال‌کور آمریکایی از نیوتاون، کنتیکت است که از سال ۲۰۱۱ آغاز به کار کرد.